# Jules de Trooz
Baron Jules Henri Ghislain Marie de Trooz (Leuven, 21 februari 1857 - Brussel, 31 december 1907) was een Belgisch katholiek politicus.

## Levensloop
Hij was de zoon van luitenant-kolonel bij de cavalerie Mathieu de Trooz (1812-1869) en Caroline du Chastel de la Howarderie. De Trooz volgde filosofiestudies aan de Katholieke Universiteit Leuven en werd vervolgens van 1875 tot 1890 erevoorzitter van de Arbeidersvereniging. Hij huwde in 1876 met Helene van Elewyck.
Voor de Katholieken was hij van 1883 tot 1889 provincieraadslid van de provincie Brabant, waarna hij van 1889 tot aan zijn dood in 1907 voor het arrondissement Leuven in de Kamer van volksvertegenwoordigers zat. Bovendien was hij van 1895 tot 1899 gemeenteraadslid van Leuven.
Bovendien was hij van augustus 1899 tot mei 1907 minister van Binnenlandse Zaken. Vervolgens was hij van mei 1907 tot aan zijn onverwacht overlijden op 31 december 1907 premier van België en minister van Binnenlandse Zaken.
Op 1 december 1899 vertegenwoordigde hij de Belgische regering op de uitvaart van Guido Gezelle in de Brugse kathedraal.

## Eerbetoon
Er zijn verschillende straten en pleinen naar hem genoemd:
- in Brussel de Jules de Trooz-square en de belangrijke tramhalte Jules De Trooz aan de brug van Laken
- in Blankenberge de Jules de Troozlaan
- in Sint-Pieters-Woluwe de Jules de Troozlaan